# Labradorit

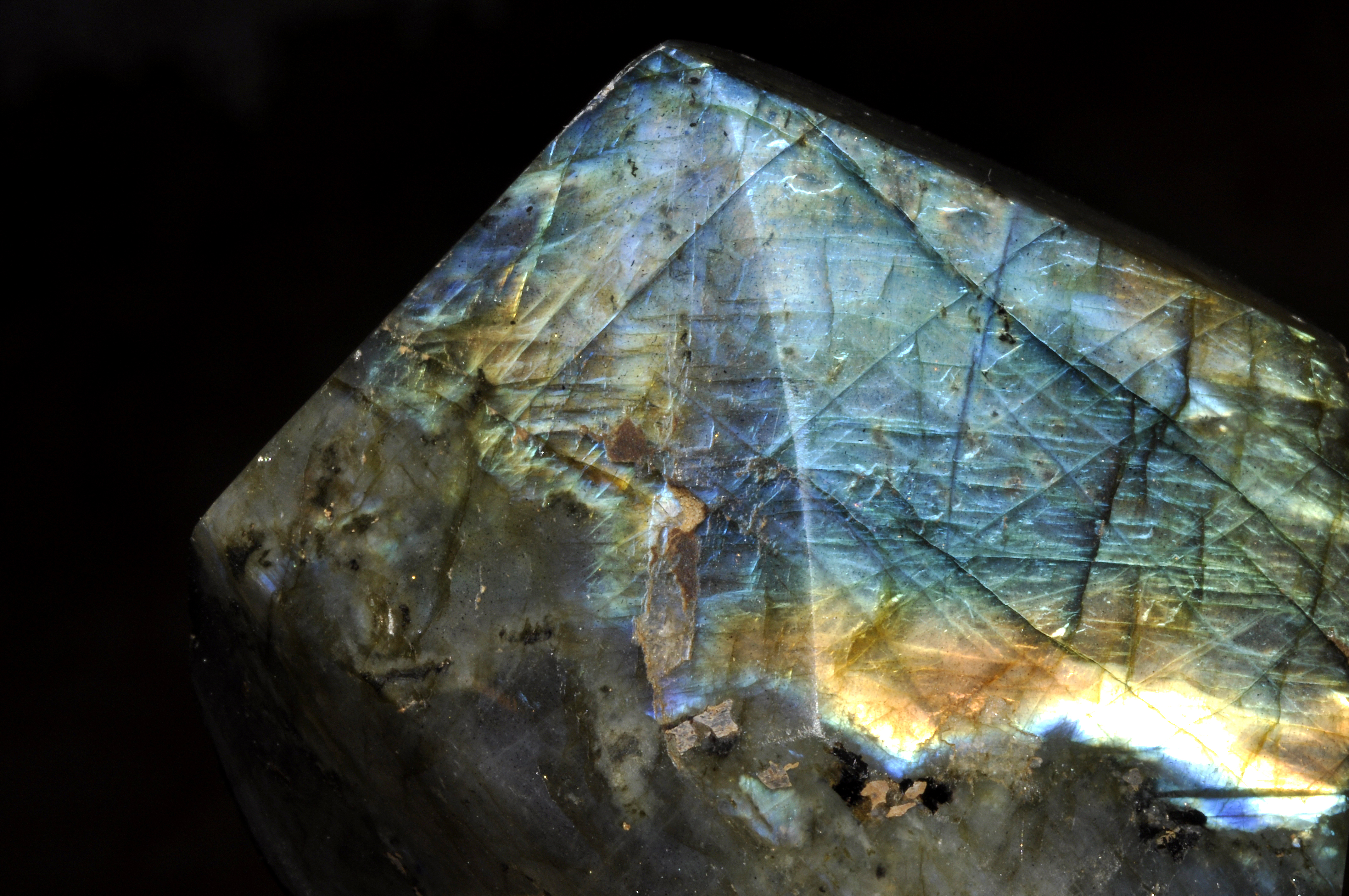
Labradorit

Labradorit ((Ca,Na)(Al,Si)4O8) je minerál ze skupiny živců. Patří ke skupině plagioklasů a je typický svým mnohobarevným leskem. Charakteristické místo výskytu leží poblíž města Nain v oblasti Labrador v Kanadě, kde ho roku 1770 nalezl a poprvé pojmenoval český misionář, páter Adolf.
Jedná se o přechodného zástupce řady albit-anorthit, kterého Mezinárodní mineralogická asociace neuznává jako samostatný druh. Obvykle se definuje obsahem anorthitu v rozsahu 50 až 70 procent.
Pro svůj atraktivní vzhled se někdy používá ve stavebnictví pro obklady interiérů.

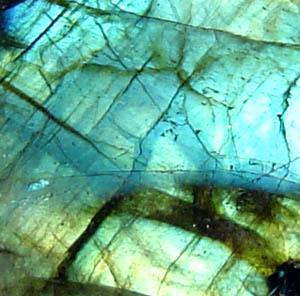
Detail labradoritu

Nápadná je u labradoritu irizující (měňavá) hra barev s kovovým leskem. Tato takzvaná labradorescence, vzniká interferencí a zrcadlením na submikroskopických lamelách. Tento lesk je převážně modrý, fialový a zelený, někdy se vyskytují i jiné barvy. Ve vzácných případech zahrnuje lesk celé barevné spektrum, takovýto ozdobný kámen se poté nazývá spektrolit.
Spektrolit byl poprvé popsán roku 1896 v knize Edelsteinkunde (Nauka o drahokamech) od Dr. Maxe Bauera. Své jméno však obdržel od finského profesora Aarne Laitakariho kvůli svému duhovému lesku v plném barevném spektru.